# サンドヴァル郡 (ニューメキシコ州)
サンドヴァル郡（Sandoval County）は、アメリカ合衆国ニューメキシコ州にある郡。人口は14万8834人。郡庁所在地はベルナリオである。
2004年2月20日に、2人の女性に対して婚姻許可書を発行して、サンドヴァル郡はサンフランシスコに続いて、同性結婚の婚姻許可書を発行する2番目の管轄となった。結婚を定義するニューメキシコの法律が性について言及していないことに鑑み、郡書記は、郡が婚姻許可書の発行を拒否した時の彼女からの訴訟を恐れたと言った。

## 地理
総面積は9,620 km² (3,714 mi² )。陸地面積は9,607 km² (3,709 mi²)で、水面積は13 km² (5 mi²)で全体の0.13%である。郡の最高地点はロドンド・ピークの頂上で11,254フィートである。

## 近接する郡
- リオアリバ郡 (ニューメキシコ州) - 北
- ロスアラモス郡 (ニューメキシコ州) - 北東
- サンタフェ郡 (ニューメキシコ州) - 東
- ベルナリオ郡 (ニューメキシコ州) - 南
- シボラ郡 (ニューメキシコ州) - 南西
- マッキンリー郡 (ニューメキシコ州) - 西
- サンファン郡 (ニューメキシコ州) - 北西

## 人口統計
以下は2000年国勢調査における人口統計データである。
基礎データ
- 人口:  89,908人
- 世帯数: 31,411世帯
- 家族数: 23,621家族
- 人口密度: 9/km² (24/mi²）
- 住居数: 34,866軒
- 住居密度: 4/km² (9/mi²)

人種別人口構成
- 白人: 65.08%
- アフリカン・アメリカン: 1.71%
- ネイティブアメリカン: 16.28%
- アジア人: 0.99%
- 太平洋諸島系:0.11%
- その他の人種: 12.37%
- 混血(2人種間以上の): 3.47%
- ヒスパニック・ラテン系: 29.40%

世帯と家族（対世帯数）
- 全世帯数: 31,411世帯
- 18歳未満の子供がいる:38.60%
- 結婚・同居している夫婦: 57.70%
- 未婚・離婚・死別女性が世帯主: 12.20%
- 非家族世帯: 24.80%
- 単身世帯: 19.90%
- 65歳以上の老人1人暮らし: 6.90%
- 平均構成人数
  - 世帯: 2.84人
  - 家族: 3.29人

年齢別人口構成
- 18歳未満: 29.60%
- 18-24歳: 7.50%
- 25-44歳: 30.10%
- 45-64歳: 22.20%
- 65歳以上: 10.60%
- 年齢の中央値: 35歳
- 性比（女性100人あたり男性の人口）
  - 総人口: 95.20人
  - 18歳以上: 91.70人

収入と家計
- 収入の中央値
  - 世帯: 44,949米ドル
  - 家族: 48,984米ドル
  - 性別
    - 男性: 36,791米ドル
    - 女性: 26,565米ドル
- 人口1人あたり収入: 19,174米ドル
- 貧困線以下
  - 対家族: 9.00%
  - 対人口: 12.10%
  - 18歳未満: 15.60%
  - 65歳以上: 9.20%

## 主な市および町
- リオランチョ
- ベルナリオ（郡庁所在地）
- Algodones
- Cochiti
- Corrales
- Cuba
- Jemez Pueblo
- Jemez Springs
- La Jara
- Pena Blanca
- Placitas
- Ponderosa
- Pueblo of Sandia Village
- Regina
- San Felipe Pueblo
- San Ysidro
- Santa Ana Pueblo
- Santo Domingo Pueblo
- Torreon
- Zia Pueblo